# Gastón Brugman
Gastón Brugman (Rosario, 7 de septiembre de 1992) es un futbolista uruguayo. Juega de mediocampista y su equipo es Nashville S. C. de la Major League Soccer.

## Trayectoria
Nacido en Rosario, Uruguay, Brugman comenzó a jugar al fútbol en las divisiones menores del C. A. Peñarol. Se trasladó a Italia para unirse al Empoli F. C. en 2007. Hizo su debut en la derrota de 0-1 frente a Módena, ingresando en el minuto 58 en reemplazo de Riccardo Nardini.
A mediados de 2012 fichó por el Pescara Calcio de la Serie A. En enero de 2013 fue enviado a préstamo a la U. S. Grosseto de la Serie B. En la temporada 2013-14, el entrenador Pasquale Marino le brindó la oportunidad de ser titular en Pescara, que había descendido a la Serie B para esa temporada. A mediados de 2014 estuvo cerca de fichar por el Villareal C. F. de España. Sin embargo, la transacción fue cancelada debido a que el jugador había sufrido un desgarro del ligamento cruzado anterior de la rodilla izquierda.
El 10 de julio de 2015 fichó a préstamo por el U. S. Palermo. Tras esta cesión regresó nuevamente a Pescara, donde estuvo hasta que en agosto de 2019 se marchó al Parma Calcio 1913. Este equipo lo cedió el 31 de agosto de 2021 una temporada al Real Oviedo.
En julio de 2022 se marchó a los Estados Unidos tras firmar por tres años con Los Angeles Galaxy. En el segundo de ellos ganó la MLS Cup, de la que fue designado mejor jugador, y tras la misma fichó por Nashville S. C.

## Selección nacional
Brugman integró la selección de Uruguay que participó del Mundial Sub-17 de 2009, cayendo en cuartos de final frente a España.

### Participaciones en Copas del Mundo Juveniles
| Mundial                     | Sede    | Resultado        |
| --------------------------- | ------- | ---------------- |
| Copa Mundial Sub-17 de 2009 | Nigeria | Cuartos de final |

## Clubes
| Club                    | País           | Año       | Partidos | Goles |
| ----------------------- | -------------- | --------- | -------- | ----- |
| Empoli F. C.            | Italia         | 2007-2012 | 21       | 2     |
| Delfino Pescara 1936    | Italia         | 2012      | 1        | 0     |
| U. S. Grosseto (cesión) | Italia         | 2013      | 12       | 0     |
| Delfino Pescara 1936    | Italia         | 2013-2015 | 61       | 6     |
| U. S. Palermo (cesión)  | Italia         | 2015-2016 | 14       | 0     |
| Delfino Pescara 1936    | Italia         | 2016-2019 | 107      | 14    |
| Parma Calcio 1913       | Italia         | 2019-2021 | 54       | 1     |
| Real Oviedo (cesión)    | España         | 2021-2022 | 33       | 3     |
| Los Angeles Galaxy      | Estados Unidos | 2022-2024 | 71       | 6     |
| Nashville S. C.         | Estados Unidos | 2025-     |          |       |

## Palmarés

### Títulos nacionales
| Título              | Equipo             | País           | Año  |
| ------------------- | ------------------ | -------------- | ---- |
| Major League Soccer | Los Angeles Galaxy | Estados Unidos | 2024 |

### Distinciones individuales
| Distinción                  | Año  |
| --------------------------- | ---- |
| Mejor jugador de la MLS Cup | 2024 |